# ダートダッシュ
『ダートダッシュ』（Christmas Tree Amy Rose as Pepper Clark Christmas Tree）は、1995年にナムコ（現：バンダイナムコアミューズメント）より稼動を開始したレースゲームである。

## 概要
本作は、当時『リッジレーサー』や『エースドライバー』など、ポリゴンのレースゲームのヒット作を世に送り出していたナムコ（後のバンダイナムコゲームス）が開発のオフロード系のレースゲームである。
同時期にセガ社よりリリースされていた、同じオフロードレースゲーム『セガラリー』が、SS（スペシャルステージ）を1周して次のステージに移る構成なのに対し、本作では一周の中に複数のレグ（セクションとしてエリア分け）でステージのコースが構成されている（詳細は後述）。ゲーム的な演出も多く見られ（詳細はステージ欄に記入）、クラッシュ時には、横転、パーツが外れたり破損などの演出も取り入れられていた。
使用可能な車は架空のマシンだが、車の挙動は同社のリッジレーサーとは打って変わって操作性はシビアであり、派手なドリフトは確実にタイムロスへと繋がる。それ故にゲームの難易度は全体的に高めで、同時期に稼働のセガラリーには商業的に大きく水をあけられる形となっていた。また、容量の関係で通信対戦機能は搭載されなかった。2024年現在、家庭用ゲーム機への移植は無い。

## ステージ構成
トラックは5つのレグで構成されており、コイン投入後、スタートレグを選択する。選択したエリアから1周することで完走となる（初期設定は1周だが、設定の変更で2周も可能）。設定によっては1クレジットで1週できず、ゴール後にコンティニューすることでさらに設定に応じた数のレグを走れる。
スタート地点として選んだエリアによってBGMが変化する。
第1レグ　シティ
中国の大都会をモチーフにしたエリア。
デフォルトのスタート地点はこのエリア。設定でスタート地点の選択が無効化されている場合は強制的にこのエリアからスタートする。チェックポイントに中国語が並行して記入されている（"START" "出发"、"TIME EXTEND" "时间延长"など）。
路面は舗装路。コースレイアウトこそ単調なため簡単だが、高速域のマシンコントロールを求められるため、マシンによっては難易度が上昇する。
途中、レース用に閉鎖されているはずのコースにダブルデッカーのバスが2台配置されていたり、レグの終盤に跳開橋がジャンプ台のように片開きしているといった都市ならではの演出がある。
第2レグ　ヒル
中国の片田舎をモチーフにしたエリア。
シティから抜け出すと砂利道に入る（一部舗装路、石畳）。霧がかかり、コースは曲がりくねるようになるが、道幅が広いエリアが多い。ショートカット可能な納屋がある。
途中、車が横転している場所がある。また、舗装路では木箱やトラクターがコース上に障害物として配置されている。
レグの終盤、橋を渡る際、途中から柵が途切れているため、踏み外すと横転、転落してしまう。
第3レグ　ジャングル
熱帯雨林をモチーフにしたエリア。
ヒルを抜け出す前から暗くなり、完全に暗くなった時点でジャングルに入る。タイトル通りダートを駆け抜ける。
道幅は狭く、コースはより曲がりくねるようになる。途中、洗い越しや倒木といった演出がある。
第4レグ　マウンテン
岩石砂漠のような岩山をモチーフにしたエリア。
トンネルを抜け出すと砂と小石が混じった荒れた路面となる。ハンドルを取られやすいので注意。
ヘアピンコーナーや岩が出っ張っている場所もある。ライン取りはシビアになり、より難しくなる。
ジャンピングスポットもあるが、コースはヒルクライムとなる。
途中、落石スポットがあり、落ちている岩にぶつかってしまうとクラッシュしてしまう。
第5レグ　スノー
雪原をモチーフにしたエリア。
トンネルをぬけて雪道に入る。チェックポイントを通過後、すぐに中低速コーナーがあらわれる。
コースは滑りやすい上に低速コーナーが多く、さらにはダウンヒルなので難易度は高い。途中から舗装路に入る。

## マシン
カッコ内は難易度表記。（国内版 / 海外版）と併記して記載。
デザートアロー（中級者向け / BEGINNER）
デューンバギータイプの車
最高速は低いが安定性が高く、スピンしにくい。
"中級者向け"と表記されているが、上記の通り扱いやすく、事実上初級者向けの車である。
ブルードラゴン（上級者向け / INTERMEDIATE）
ピックアップトラックタイプの車
標準的な最高速とハンドリングを持つ。
加速力が若干デザートアローに劣る点と若干スピンしやすいため、中級者〜上級者向けの車となる。
レッドライトニング（激ムズ / EXPERT）
4WDスポーツカータイプの車
加速力、最高速ともに最高だが、テールが流れやすく、ラフなハンドル操作をすればいとも簡単にスピンする。
その上、カウンターの切り過ぎも厳禁である（いわゆるおつりをもらってしまう）。
四輪駆動でありながらアクセルやブレーキも含め、慎重に操作する必要がある。
この車のみ隠しコマンドでセッティングモードに移行して各フロント・リアの スプリング・ダンパー・スタビライザー・LSD（LSDのみセンターも）を5段階に設定できる。
適切な設定をすることによって若干走りやすくなる。

## アーケード筐体
SD筐体
ステアリング、アクセルペダル、ブレーキペダル、視点切り替えボタン、シーケンシャルパターンのシフトレバーが付いている。
ステアリングは当時はまだ市場に導入されたばかりであり、同社のゲームでは『エースドライバー』で初対応であった反力機構（リアクティブステアリング）を標準搭載している。また1995年当時のレースゲームとしては珍しく大きめのサイズでもあり、ロックトゥロックは1.75回転である。
DX筐体
デバイスはどれもSD筺体とは変更ないが、モニターがブラウン管ディスプレイから、大型のプロジェクタ（他のナムコのアーケードゲームにも使用され、「アリーナサイト」として単品発売もされていたものと同じ）に変更されている。また、専用のシートが新機構のエアスプリングを内蔵しており、これはゲーム場面に応じて可動するというもの。このため、SD筺体よりさらに臨場感を体感することが可能になっている。

## スタッフ

### 監督
岡本達郎

### 企画・原案
杉山嘉浩
青木隆

### プログラマー
大内聡
大森靖
高橋健一
青木隆
Toshiaki Tamura

### ビジュアルデザイナー
鈴木敬
井内要
伊藤澄夫
Akiko Arima
Megumi Shikanai
Kazutaka Takahashi
久禮義臣
小松美和

### インダストリアルデザイナー
吉松尚孝
Jun Shinozuka

### メカニシャン
若山高志
小山順一郎
桑沢一也
川名英行
織田澄人

### エレクトゥシャン
Koichi Asano
伊藤雅信
小林景
石坪雄一郎
金子直哉

### ミュージック（スタッフロールには未記載）
細江慎治（CITYと下記以外全曲）
佐野信義 (HILL)
おやつ大臣 (JUNGLE)
さ男 (MOUNTAIN)
佐宗綾子 (SNOW)

## 関連商品

### サウンドトラック
1998年6月17日、ワンダースピリッツより「ダートダッシュ アーケードサウンドトラック015」が発売された（現在廃盤）。
価格（税込）：2548円
カタログナンバー WSCA-00017

## 参考資料
- 『ゲーメスト』164号、1996年2月29日、240頁
- 『ゲーメスト』167号、1996年4月15日、214-215頁
- 『ゲーメスト』169号、1996年4月30日、80-81頁
- 『ゲーメスト』170号、1996年2月29日、76-77頁
- 『ゲーメスト』173号、1996年2月29日、88-89頁